# イトグルマ
イトグルマ （紡績車、学名：Columbarium pagoda pagoda）は、イトグルマ亜科に分類される巻貝の1種。銚子〜日本海中部以南、東シナ海の水深20-300mの細砂底に分布する。

## 形態
殻高5-8cm、殻幅3cm前後の紡績車型。殻色は褐色、殻表の艶はある場合、ない場合まちまちである。水管溝が非常に長く殻高の約2/3を占め、細かい刺列が多数ある。また殻底には明瞭な角があり、角上には1-3本の刺列がある（一般的に1列とされ、模式型は一列）。この刺列は近似種と区別する為の重要な特徴の1つではあるが、しばしば曖昧である。さらに、螺塔の肩には三角形の突起が多数あり、冠や花弁の様。この様に突起などが多く、個性的な形状をしているため、専ら貝収集の対象の1つである。また、この亜科に共通した特徴として胎殻が膨らむ。その他軟体の構造などについてはイトグルマ亜科も参照のこと。

## 品種
本種以外に日本近海では以下の3種の型が知られている。但し、多くの場合区別は非常に曖昧である。
ミョウジョウイトグルマ（明星紡績車、学名：Columbarium pagoda f. stellatum）
イトグルマに似るが、肩の突起がやや少なく、外側を向く。土佐湾に分布。
カセンイトグルマ（華蘚紡績車、学名：Columbarium pagoda f. costatum）
イトグルマに酷似する。殻底の刺列が複数列となるがこの特徴はイトグルマにも見られるため、区別はしばしば曖昧である。能登半島以南の日本海に分布。
ケショウイトグルマ（化粧紡績車、学名：Columbarium pagoda f. nakayasui）
カセンイトグルマに似るが、やや小型。また、肩の刺がカーブし上を向く。南シナ海に分布。

## 関連事項
- イトグルマ亜科